# Fiesta de San Roque (Betanzos)
La Fiesta de San Roque es una celebración que tiene lugar en Betanzos (La Coruña).

## Historia
Todas las fiestas giran en torno al día 16 de agosto y a la figura de san Roque. Durante 12 días de fiestas que cuentan con las famosas romerías a os caneiros, la Función del Voto delante de la imagen del patrón, que realiza el señor Alcalde o el lanzamiento del globo de papel más grande del mundo en honor a san Roque. Este globo es elaborado artesanalmente cada año por la familia Pita y otros vecinos del pueblo. El globo siempre va decorado con viñetas que tratan sobre los acontecimientos más significativos del año.
En Betanzos existe, también, la figura de la Reina de las fiestas, una joven brigantina sobre la que recae la representación de la ciudad durante los días festivos. El 14 de agosto la Reina, acompañada por las damas de su Corte de Honor, recorre las principales calles de la ciudad, desde el Edificio Archivo (Liceo) hasta el Ayuntamiento, donde el Alcalde procede a su coronación imponiendo la corona y la banda que la acreditan como máxima representante de las fiestas de San Roque. El 15 de agosto sucede lo mismo pero en este caso las protagonistas son la Reina Infantil y las damas de su corte. Ya el 16 de agosto tanto la Reina infantil como la mayor así como sus Cortes de Honor acompañan a la Corporación Municipal, presidida por el señor Alcalde a la misa, en honor a San Roque, en la que se celebra la Función del Voto.
Antiguamente la noche del 14 de agosto, tras el desfile y la coronación, se ofrecía una Cena-Baile en honor a la Reina de las Fiestas, la conocida como "Cena Americana", aunque desde hace unos años el Ayuntamiento decidió dejar de organizarla como signo de austeridad.
La figura de la Reina de las fiestas tiene su origen en los Juegos Florales que se organizaban en la ciudad, y que elegían también una máxima representante. En 1974 se publican, por primera vez, en el libro de las fiestas los nombres y las fotografías de las Reinas (mayor e infantil) y de sus damas de honor y así será hasta 2005, cuando a los nombres y fotos de las representantes se sumen las de sus acompañantes, que aún que sí acompañaban a las damas en los desfiles nunca habían figurado en el libro de festejos. Como curiosidad decir que el los primeros años en los que la imagen y el nombre de la Reina aparecían publicados en el Libro de las fiestas está era denominada como "Reina de las Fiestas y de los Juegos Florales", lo que recuerda el origen de la tradición.